# Врзденець
Врзденець (словен. Vrzdenec) — поселення в общині Хорюл, Осреднєсловенський регіон, Словенія. Висота над рівнем моря: 360,8 м.